# Inozitol-heksakisfosfat kinaza
Inozitol-heksakisfosfat kinaza (EC 2.7.4.21, ATP:1D-mio-inozitol-heksakisfosfat fosfotransferaza) je enzim sa sistematskim imenom ATP:1D-mio-inozitol-heksakisfosfat 5-fosfotransferaza. Ovaj enzim katalizuje sledeću hemijsku reakciju
(1) ATP + 1-mio-inozitol heksakisfosfat {\displaystyle \rightleftharpoons } ADP + 1-mio-inozitol 5-difosfat 1,2,3,4,6-pentakisfosfat
(2)  ATP + 1-mio-inozitol 1,3,4,5,6-pentakisfosfat {\displaystyle \rightleftharpoons } ADP + 1-mio-inozitol difosfat tetrakisfosfat (izomerska konfiguracija je nepoznata)
Kod sisara su poznate tri izoforme.

## Literatura
- Nicholas C. Price; Lewis Stevens (1999). Fundamentals of Enzymology: The Cell and Molecular Biology of Catalytic Proteins (Third изд.). USA: Oxford University Press. ISBN 019850229X.
- Eric J. Toone (2006). Advances in Enzymology and Related Areas of Molecular Biology, Protein Evolution (Volume 75 изд.). Wiley-Interscience. ISBN 0471205036.
- Branden C; Tooze J. Introduction to Protein Structure. New York, NY: Garland Publishing. ISBN 0-8153-2305-0.
- Irwin H. Segel. Enzyme Kinetics: Behavior and Analysis of Rapid Equilibrium and Steady-State Enzyme Systems (Book 44 изд.). Wiley Classics Library. ISBN 0471303097.

## Spoljašnje veze
- Inositol-hexakisphosphate+kinase на 